# Kalas, Badami
Kalas là một làng thuộc tehsil Badami, huyện Bagalkot, bang Karnataka, Ấn Độ.